# Henri Salina
Henri Salina c.r.a., né le 13 décembre 1926 à Morges (canton de Vaud) et mort le 3 décembre 2007 à Bex (canton de Vaud), est le 93e Père Abbé (abbé mitré nullius dioecesis), de l'abbaye territoriale de Saint-Maurice d'Agaune en Suisse de 1970 à 1999.

## Biographie
Né à Morges, Henri Salina entre à l'abbaye de Saint-Maurice, où il prend l'habit le 5 septembre 1953. Il effectue sa profession temporaire le 11 septembre 1954 et sa profession solennelle perpétuelle le 28 août 1957. Il est alors ordonné diacre le 8 septembre 1957 par Louis-Séverin Haller. Ce dernier l'ordonne prêtre le 15 septembre 1957. 
De 1964 à 1970, il est le procureur de l'abbaye. À la suite de la démission de Louis-Séverin Haller acceptée par le pape Paul VI le 23 juillet 1970, un chapitre est réuni et sa communauté le désigne pour succéder comme Père-Abbé. Il est élu le 15 juillet 1970 et le pape donne sa confirmation le 25 août 1970.
En 1992, le pape Jean-Paul II l'ordonne comme évêque titulaire de Mons in Mauretania (de). La même année, il est élu 6e Abbé Primat de la confédération des chanoines réguliers de saint Augustin pour une durée de 6 ans,. 
De 1995 à 1997, il est président de la conférence des évêques suisses,, période durant laquelle il a eu à gérer les tensions au sein du diocèse de Coire qui ont conduit à la nomination de Wolfgang Haas comme archevêque de Vaduz.
En mars 1999, il annonce sa démission de sa charge d'abbé  pour raison de santé,. Le chanoine Joseph Roduit lui succède le 14 mai 1999 après avoir été élu le 5 avril 1999.

## Publications
- Henri Salina et Marie-Jeanne Coloni, Madeline Diener, Ad Solem, 2001 (ISBN 2940090866)
- Henri Salina, Patricia Briel et Philippe Baud, À dire vrai: La Joie de l’Espérance, Saint-Augustin, 2003 (ISBN 2880113237)